# Biskupin
Biskupin es un yacimiento arqueológico y un modelo a tamaño real de un poblado (gród) de la Edad de Hierro situado en el voivodato de Cuyavia y Pomerania, Polonia. Pertenece a la cultura lusaciana. Las excavaciones y posterior reconstrucción de este asentamiento prehistórico ha jugado un papel importante en la conciencia histórica polaca.
El museo forma parte del museo arqueológico nacional en Varsovia. Está emplazado en una península pantanosa en el lago Biskupin, aproximadamente 90 km al norte de Poznań, y unos 8 km al sur de Żnin.

## Historia de las excavaciones
Las excavaciones comenzaron en 1934, fueron realizadas por un equipo de la Universidad de Poznań dirigido por los arqueólogos Józef Kostrzewski (1885-1969) y Zdzislaw Rajewski (1907-1974). El primer informe fue publicado en 1936. A principios de 1939 cerca de 2500 m² habían sido excavados. El lugar pronto llegó a ser famoso en Polonia, oficiales del régimen de Józef Piłsudski, altos cargos militares y religiosos visitaron el asentamiento. En poco tiempo las excavaciones formaron parte de la conciencia nacional, símbolo de los logros conseguidos por los antepasados eslavos en tiempos prehistóricos. El sitio recibió nombres como la Pompeya o el Herculano polacos. La existencia de una fortaleza prehistórica a 70 km de la frontera con los entonces agresivos alemanes fue mostrada como que los antiguos polacos ya se defendían de invasores y saqueadores extranjeros en la edad de hierro. Biskupin protagonizó dibujos y novelas.
Cuando los alemanes ocuparon partes de Polonia en otoño de 1939, Biskupin pasó a formar parte de Warthegau, un área que los nacionalistas alemanes reclamaban como ser germánica desde al menos la edad de hierro.
Biskupin recibió el nombre de "Urstädt". En 1940, las excavaciones fueron reanudadas bajo el patronazgo de Heinrich Himmler de las SS bajo la supervisión de Hauptsturmführer Hans Schleiff, famoso arqueólogo que excavó también en Olimpia, Grecia. Scheliff sólo publicó un par de breves relatos que describían como las tribus germánicas invadieron el pequeño asentamiento lusaciano. Las excavaciones continuaron hasta 1942. Cuando los alemanes se retiraron, el lugar fue inundado, lo que irónicamente causó la buena preservación de las antiguas maderas. Arqueólogos polacos reanudaron las excavaciones después de la guerra, continuaron hasta 1974.

## El Poblado

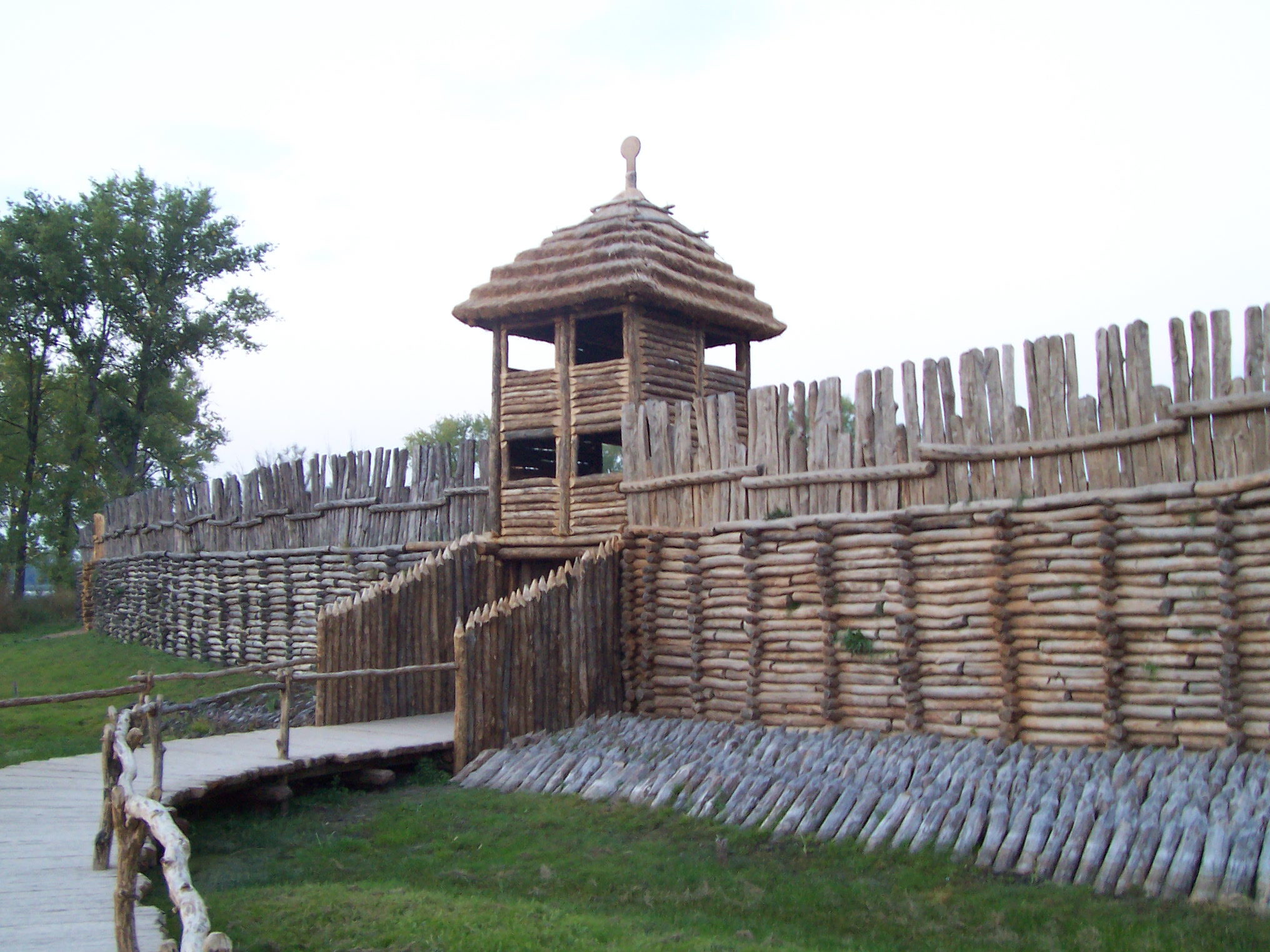
Vista del muro de Biskupin.

Existen dos períodos de asentamiento continuados en Biskupin. En ambos se trazó el poblado con 11 calles en una cuadrícula rectangular de 3 metros. El poblado más antiguo consistía en 100 casas similares de roble y pino de 8x10 metros cada una. Tenían dos cámaras y un área de entrada. En el centro de la habitación más grande se localizaba una chimenea. No se encuentran casas de mayor tamaño que puedan indicar la existencia de estratificación social.
Una fortificación de 3,5 metros de anchura rodeaba al poblado. Estaba hecha de cajas de troncos de roble rellenas de tierra. La muralla tiene más de 450m de largo y está acompañada de un foso. Entre 6000 y 8000 m³ de madera fueron usados en a construcción de la muralla.
En la península se encuentran además un poblado de período de las grandes migraciones y una fortaleza medieval.

## Fechas
El poblado de Biskupin pertenece a los períodos C y D de la Cultura de Hallstatt. Existen 4 fechas de Radiocarbono de Biskupin (todas ellas a. C.):
- Primer asentamiento: 720±150 (Gif 494)
- Posterior asentamiento 560±150 (Gif 495)
- Muralla: 620 ±150 (Gif 492)
- A2 4C, VII: 620±150 (Gif 493)

## El Museo
El primer museo al aire libre a escala real fue construido en la península en 1936, estaba inspirado en el Museo Pfahlbau Unteruhldingen en Alemania. Después de la guerra fueron añadidas una calle con casas a ambos lados y las murallas.

## Enlaces
- https://web.archive.org/web/20080422211552/http://www.biskupin.pl/index_en.php (en inglés)